# Boulevardier
O boulevardier é um coquetel cuja receita oficial, segundo a  International Bartenders Association, é composta por uísque, vermute doce, e Campari. A criação do coquetel é atribuída ao Erskine Gwimme, escritor americano que fundou uma revista em Paris com o título boulevardier.

## Receita
Segundo a IBA, o coquetel é servido antes da refeição principal e é composto de
- 45 ml uísque tipo bourbon ou rye
- 30 ml Campari
- 30 ml vermute doce

Para preparar o coquetel, deve-se misturar os ingredientes com gelo e coar em uma taça cocktail sem gelo.